# Pritha condita
Espèce
Synonymes
- Filistata condita O. Pickard-Cambridge, 1873

Pritha condita est une espèce d'araignées aranéomorphes de la famille des Filistatidae.

## Distribution
Cette espèce se rencontre à Sainte-Hélène et aux Açores.

## Publication originale
- O. Pickard-Cambridge, 1873 : On the spiders of St Helena. Proceedings of the Zoological Society of London, vol. 1873, p. 210-227 (texte intégral).